# Związek Wojskowy
Związek Wojskowy (bułg. Военният съюз) – bułgarska organizacja wojskowa w okresie międzywojennym i pierwszych latach okresu powojennego.
Pierwszą próbę utworzenia Związku Wojskowego podjęto już w 1913 r., ale natychmiast został on zdelegalizowany przez cara Ferdynanda I. Inicjatywa odrodziła się po zakończeniu I wojny światowej. W 1919 r. grupa oficerów powołała Związek Wojskowy w Szumienie. Wkrótce jego struktury organizacyjne objęły całą Bułgarię. Czołowymi działaczami byli gen. Welizar Łazarow, płk Iwan Wyłkow, ppłk rez. Kimon Georgiew, płk Damjan Wełczew, adiutanci cara Borysa III płk Christo Kałfow i płk Pyrwan Draganow. Celem organizacji było reprezentowanie interesów kadry oficerskiej, w tym oficerów rezerwy. Rząd próbował bezskutecznie doprowadzić do jej zlikwidowania. Związek Wojskowy wespół z Porozumieniem Narodowym przeprowadził 9 czerwca 1923 r. zamach stanu, w wyniku którego powstał nowy rząd Aleksandyra C. Cankowa. Ministrem wojny został gen. I. Wyłkow. Następnie doszło do politycznych represji, prowadzonych m.in. przez członków Związku Wojskowego, które doprowadziły do wybuchu krwawo stłumionego komunistycznego powstania wrześniowego 1923 i zamachu bombowego w cerkwi „Sweta Nedelja” 16 kwietnia 1925 r. W odpowiedzi władze wprowadziły stan wojenny i wzmogły represje. W II poł. lat 20. działalność Związku Wojskowego prawie zamarła. Uaktywnił ją od 1929 r. płk D. D. Wełczew. W 1932 r. na czele organizacji stanął gen. Anastas Watew. Kiedy 9 maja 1934 r. objął stanowisko ministra wojny, zastąpił go gen. Penczo Złatew. W tym czasie nastąpiło zbliżenie z Kołem Politycznym „Zweno”, któremu przewodniczył były działacz Związku Wojskowego ppłk K. Stojanow. Obie organizacje 19 maja 1934 r. dokonały zamachu stanu, przejmując władzę. Nowym premierem został ppłk K. Stojanow. W marcu 1936 r. Związek Wojskowy zdelegalizował minister wojny gen. Christo Łukow. Radykalna grupa wojskowych na czele z płk. D. Wełczewem kontynuowała nielegalnie działalność we współpracy z Kołem Politycznym „Zweno” i Bułgarską Partią Komunistyczną. Po zamachu stanu 9 września 1944 r., w wyniku którego Bułgaria przeszła na stronę aliantów i rozpoczęła walkę przeciwko III Rzeszy, płk D. Wełczew objął stanowisko ministra wojny. Byli członkowie Związku Wojskowego podjęli w 1945 r. nielegalną działalność opozycyjną, skierowaną głównie przeciwko komunistom. Na ich czele stanął zwolniony z armii gen. Kirił Stanczew. Ogłoszono deklarację z głównym celem organizacji, czyli walką o niepodzielną demokratyczną Bułgarię we współpracy z innymi organizacjami i partiami politycznymi. Od listopada 1945 r. zaczęto wydawać biuletyn. Kiedy komuniści całkowicie przejęli władzę w Bułgarii w 1947 r., byli członkowie Związku Wojskowego zostali poddani represjom. Wielu z nich aresztowano i skazano na kary wieloletniego więzienia. Generał K. Stanczew został skazany na dożywocie.